# Herbert Dahlbom
Herbert Dahlbom (* 21. August 1934 in Torsebro; † 5. November 2019 in Fjälkinge) war ein schwedischer Radrennfahrer und nationaler Meister im Radsport.

## Sportliche Laufbahn
Dahlbom gewann seinen ersten nationalen Titel 1955, als er die Meisterschaft im Einzelzeitfahren der Junioren gewann. 1956 siegte er dann im Meisterschaftsrennen der Amateure vor Gunnar Lindgren. In Deutschland gewann er die Berliner Etappenfahrt. In der Saison 1957 verteidigte er seinen Titel im Zeitfahren. Weiterhin gewann er die Meisterschaft der Nordischen Länder im Straßenrennen. Er kam beim Sieg von Louis Proost im Rennen der UCI-Straßen-Weltmeisterschaften der Amateure auf den 8. Platz. Im Februar war er bei den UCI-Weltmeisterschaften im Querfeldeinrennen beim Sieg von Andrè Dufraisse als 19. klassiert worden. Die Meisterschaft im Einzelzeitfahren in Schweden konnte er auch 1958 und 1960 gewinnen. Dazu kamen weitere Titel in der Mannschaftswertung des Zeitfahrens 1960 und 1961. Die Meisterschaft der Nordischen Länder im Mannschaftszeitfahren gewann er ebenfalls 1960 und 1961. Im olympischen Jahr 1960 stand er im Kandidatenkreis für die Spiele, wurde aber dann nicht nominiert, obwohl er die in Schweden bedeutende Mälaren Runt gewinnen konnte. 1961 siegte er in der Schweden-Rundfahrt vor Owe Adamsson. Er bestritt die Internationale Friedensfahrt, die auf dem 32. Rang beendete.